# 孟加拉蘇巴
孟加拉蘇巴（波斯語：‎），是16-18世紀時莫臥兒帝國的一個蘇巴（省），涵蓋了孟加拉國和現在西孟加拉邦的大部分地區。
孟加拉蘇巴是在世界上主要的伊斯蘭貿易國孟加拉蘇丹國瓦解後建立的，是穆斯林世界中最富有，最發達的地方，其經濟表現出原始工業化的跡象。莫臥兒人在發展現代孟加拉文化和社會方面發揮了重要作用。
孟加拉蘇巴被稱為“萬國之國”，其居民的生活水平和實際工資是世界上最高的國家之一，佔全球GDP的12％。在諸如紡織製造和造船業等行業中具有全球知名度，它是世界上絲綢和棉紡織品，鋼鐵，硝石以及農業和工業產品的主要出口國。它的首府賈漢吉爾·納加爾（Jahangir Nagar），今天的達卡，人口超過一百萬。
到18世紀，孟加拉蘇巴在納瓦卜管治下成為準獨立國家，並且已經觀察到原始工業化，為第一次工業革命做出了直接的重大貢獻(在工業革命期間基本上是生產紡織品)。在1757年英國東印度公司普拉西戰役中被征服，成立孟加拉管辖区。